# Prionospio neenae
Prionospio neenae är en ringmaskart som beskrevs av Hylleberg och Nateewathana 1991. Prionospio neenae ingår i släktet Prionospio och familjen Spionidae. Inga underarter finns listade i Catalogue of Life.